# هیدکی کامیا

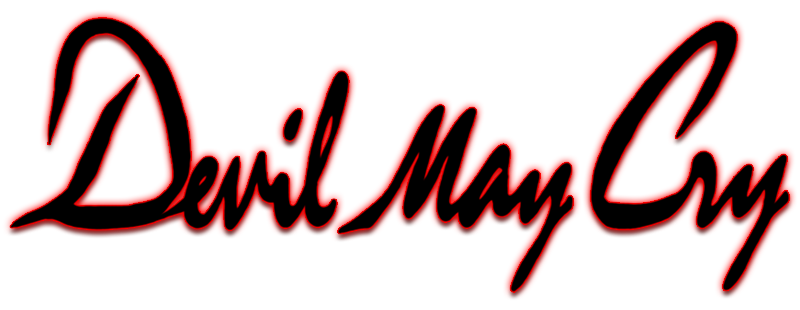
شیطان هم می‌گرید از جمله آثار هیدکی کامیا است که نخستین بار در سال ۲۰۰۱ منتشر شد.

هیدکی کامیا (神谷 英樹 Kamiya Hideki, زاده ۱۹ دسامبر ۱۹۷۰) یک طراح و تهیه‌کننده بازی ویدئویی ژاپنی است. او کارش را با کارگردانی در سال ۱۹۹۴ آغاز کرد. رزیدنت ایول ۲ (۱۹۹۸)، شیطان هم می‌گرید (۲۰۰۱)، جوی خوشگل (۲۰۰۳)، و اوکامی (۲۰۰۶) از جمله آثار او هستند. او از سال ۲۰۰۴ تا سال ۲۰۰۶، او در استودیوی کلاور کپ‌کام مشغول به کار بود. بعد از ترک شرکت کپ‌کام،  کامیا و دیگر اعضای سابق استودیوی کلاور، استودیوی پلاتینیوم گیمز را در سال ۲۰۰۶ پدیدآوردند. آثار او در پلاتینیوم گیمز شامل بایونتا (۲۰۰۹) و شگفت‌انگیز ۱۰۱ (۲۰۱۳) می‌شد.

## اوایل زندگی
کامیا در سال ۱۹۷۰ در ماتسوموتو در استان ناگانو متولد شد. در جوانی، او به لطف همسایه ای که اغلب او را دعوت می‌کرد تا با کنسول Epoch Cassette Vision بازی کند، او طرفدار بازی‌های ویدئویی بود. گیمینگ عمدتاً به دلیل صداهایی که تولید می‌کرد برای کامیا جذاب بود. در سالهای ابتدایی مدرسه ابتدایی، او اولین کنسول مخصوص خود، فَمیکام نینتندو را خریداری کرد. اولین بازی او خرید Nuts & Milk بود. در دبیرستان، کامیا برای مطالعه برنامه‌نویسیNEC PC-8801 خرید، اما هر روز به بازی‌های ویدئویی مشغول می‌شد.
اولین نرم‌افزاری که برای کامپیوتر PC-8801 MA خود خریداری کرد، Hydlide 3: The Space Memories بود. او در کودکی عاشق فیلم‌های هیولایی مانند گودزیلا و اولترامن بود.
به عنوان طراح بازی، کامیا اظهار داشت که بیشترین الهام را از بازی‌های افسانه زلدا: پیوندی به گذشته و Gradius گرفته‌است. بازی اکشن مورد علاقه او کسلوانیا است. از دیگر بازی‌های مورد علاقه می‌توان به اسپیس هریر (Space Harrier)، سایبرناتور (Cybernator)، پانج آوت (Punch-Out)، پسر شگفت‌انگیز در سرزمین هیولا (Wonder Boy in Monster Land)، اسنتچر (Snatcher)، جادویی (Sorcerian) و رزمناو ستاره (Star Cruiser) اشاره کرد.

## حرفه
هنگام خواندن مجله خانواده رایانه او به مصاحبه ای بازی سازانی چون شیگرو میاموتو و اندو ماسانوبو را می‌بیند، همین‌جا است که کامیا تصمیم گرفت که یک بازی ساز بازی‌های ویدئویی شود. پس از فارغ‌التحصیلی از کالج، کامیا برای کار به استودیوهای بازی‌های مختلف درخواست استخدام داد. درخواست او توسط شرکت سگا رد شد اما شرکت نامکو درخواستش را پذیرفت. با این حال، نامکو می‌خواست او یک هنرمند باشد نه یک طراح بازی.

### بازی رزیدنت ایول
کامیا در سال ۱۹۹۴ به عنوان طراح به شرکت کپ‌کام پیوست. او به عنوان طراح در رزیدنت ایول نقش داشت.
توسعه رزیدنت ایول ۲ توسط یک گروه ۴۰ تا ۵۰ نفره انجام شد که بعداً بخشی از استودیوی چهارم تولیدی کپ‌کام شدند. بازی توسط کامیا هدایت می‌شد و تیم او گروهی از کارمندان جدید کپ‌کام و بیش از نیمی از کارکنان رزیدنت ایول یک بودند. در مراحل اولیه توسعه، تهیه‌کننده میکامی شینجی اغلب با کامیا اختلاف نظرهای بر سر طراحی‌ها داشت و سعی می‌کرد با هدایت خود بر تیم تأثیر بگذارد. او سرانجام ازین کار دست کشید و به نقش نظارتی خود به عنوان یک تهیه‌کننده بازگشت و فقط تقاضا کرد ماهانه یک بار نمونه اصلی را به او نشان دهند.
برای تحقق برنامه فروش دو میلیون نسخه ای کپ‌کام ،  کامیا سعی کرد با ارائه یک داستان نمایان تر و شبیه به سینمای آمریکا مشتریان جدیدی را برای خود جذب کند. از آنجا که یوشیکی اوکاموتو نویسنده داستان نمی‌خواست به سادگی به در خواست او تن دهد، او مجبور شد با نوبورو سوگیمورا نویسنده چند سریال ژاپنی در مورد اصلاحاتش را پیداه ازی کرد و در مورد طرحش با میکامی و سایر کارکنان صحبت کرد. طراحان بازی را از ابتدا برای پیاده‌سازی تغییرات طراحی مجدد کردند و برنامه نویسان و دیگر اعضای باقی مانده از تیم برای کار بر روی رزیدنت ایول برش کارگردان فرستاده شدند تا با آن به دلیل تأخیری که رزیدنت ایول ۲ داشت، از هواداران برای پخش دیرهنگام آن دلجویی کنند.

### شیطان هم می‌گرید
او بعداً کارگردان شیطان هم می‌گرید شد. ساخت بازی شیطان هم می‌گرید پیش از شروع طرح‌ریزی رزیدنت ایول ۴ آغاز شد. بازی در ابتدا برای پلی‌استیشن ۲ و به کارگردانی بازی به عهده هیدکی کامیا بود. و از تهیه‌کننده آن شینجی میکامی درخواست شد که ساخت یک دنباله جدید از مجموعه رزیدنت ایول را آغاز کند سوگیمورا سناریویی برای این عنوان، بر اساس ایده کامیا برای ساخت یک بازی اکشن و بسیار جالب ایجاد کرد. این داستان بر اساس کشف رمز و راز بدن شخصیت اصلی تونی، مردی شکست ناپذیر با مهارت و عقل بیش از افراد عادی، مبتنی بر توانایی‌های فوق بشری او این توانایی‌ها را با بیوتکنولوژی بدست می‌آورد. آن گونه که کامیا احساس کرد شخصیت بازی به اندازه کافی شجاع و قهرمان نیست و در نبردها دید دوربین ثابت به نظر مناسب نمی‌رسد، بنابراین تصمیم گرفت تجربیات قسمت‌های قبلی رزیدنت ایول کنار بگذارد و در عوض سامانه دوربین مجازی را انتخاب کرد. این تصمیم جدید تیم را مجبور به سفر به اروپا کرد که در آن یازده روز را در انگلستان و اسپانیا گذراندند و از چیزهایی مانند مجسمه‌های گوتیک، آجرها و سنگ‌فرش‌های سنگی برای استفاده در نگاشت بافت عکس گرفتند. اگرچه توسعه دهندگان سعی کردند تم «سرد» را با دنیای رزیدنت ایول سازگار کنند، اما میکامی احساس کرد که از ریشه‌های ترس و بقای مجموعه فاصله گرفته‌است و به تدریج همه کارکنان را متقاعد کرد که آن را به یک بازی مستقل تبدیل کنند. کامیا سرانجام داستان را در دنیایی پر از شیاطین بازنویسی کرد و نام قهرمان داستان را به «دانته» تغییر داد. بازیگران شخصیت تا حد زیادی مشابه سناریوی سوگیمورا بودند، اگرچه نقش مادر و پدر قهرمان خارج از داستان نوشته شده بود. عنوان جدید بازی با عنوان شیطان هم می‌گرید در نوامبر ۲۰۰۰ معرفی شد.
این بازی توسط تیم Little Devils، که گروهی از کارکنان استودیوی تولیدی چهارم کپ‌کام بودند توسعه یافته‌است. برخی از عناصر اصلی گیم پلی تا حدی از باگ‌های موجود در اونیموشا: اربابان جنگ الهام گرفته شده‌است. در طول یک بازی آزمایشی، کامیا متوجه شد که دشمنان را می‌توان با ضربه‌های مکرر به آنها در هوا نگه داشت، که منجر به زدن آن‌ها از طریق شلیک کردن و ضربهٔ باشمشیر در بازی می‌شد. به گفته این کارگردان، شیطان هم می‌گرید از ابتدا براساس حرکات آکروباتیک و توانایی‌های رزمی دانته طراحی شده‌است. این تصمیم در اواخر مراحل توسعه گرفته شد تا بازی را به جای ساختار باز تر بازی‌های رزیدنت ایول، به پیشرفت بیشتر مبتنی بر مأموریت تبدیل کنیم. به گفته کامیا، دشواری شیطان هم می‌گرید عمدی بوده‌است، و آن را «چالشی برای کسانی که بازی‌های آسان و معمولی انجام می‌دادند» خواند.
با وجود موفقیت شیطان هم می‌گرید، دنباله آن توسط کامیا یا تیم Little Devils ساخته نشده‌است. و به تیم آن‌ها اطلاع داده شد که حق ساختن دنباله بعدی را ندارند، حرکتی که کامیا را بسیار شگفت زده کرد. در عوض پروژه به Capcom Dev Studio 2 واگذار شد. در زمان انتشار بازی، کامیا ابراز ناامیدی کرد که از سوی مافوقش در کپ‌کام برای کارگردانی شیطان هم می‌گرید ۲ دعوت نشده‌است.
اگرچه کامیا بازی سوم، شیطان هم می‌گرید ۳: بیداری دانته را کارگردانی نکرد، اما نویسنده داستان بینگو موریهاشی را در شخصیت پردازی شخصیت‌ها و همچنین طراح داستان کمک کرد.
کامیا در توییتر اعلام کرده‌است که علاقمند به بازسازی بازی اصلی شیطان هم می‌گرید است هرچند دیگر در کپ‌کام کار نمی‌کند.

### استودیو کلاور
او کارگردانی بازی جوی خوشگل را بر عهده داشت. این بازی به عنوان یک «پروژه متمرکز برای کارکنان» با هدف افزایش مهارت سازندگان آن، به ویژه کارگردان کامیا، بود. کامیا خودش به عنوان صداپیشه Six Machine در بازی حضور دارد.
در سال ۲۰۰۶، کامیا به عنوان کارگردان اوکامی شروع به کار کرد، اوکامی نتیجه مخلوطی از ایده‌ها در استودیوی کلاور بود. به گفته کامیا، که، این بازی در اصل بر اساس "تصویری [از] طبیعت " ساخته شده بود، اما هیچ مفهوم و تم خاصی نداشت. کامیا سرانجام یک فیلم نمایشی یک دقیقه ای ایجاد کرد که گرگ را در حال جنگیدن در جنگل نشان می‌داد، در حالی که گل‌ها در پی آن شکوفا می‌شدند، اما بازی هنوز فاقد هر گونه گیم پلی بود. کامیا و سایر اعضای تیم ایده‌هایی را در مورد جنبه‌های طبیعت ارائه کردند و این در نهایت منجر به نمونه اولیه بازی شد، که کامیا خودش اعتراف کرد که «اجرای آن فوق‌العاده خسته کننده است». سرانجام، آنها به گیم پلی موجود در محصول نهایی رسیدند و ویژگی اصلی آن این است که به بازیکن اجازه می‌دهد در هر زمان گیم پلی را متوقف کند تا از چشم‌انداز زیبای بازی استفاده کند تا جهان اطراف خود را تحت تأثیر قرار دهد.
سبک گیم پلی ترکیبی از ژانرهای بازی اکشن، سکوبازی و پازل است و بسیاری از منتقدین به شباهت‌های زیادی در سبک گیم پلی با مجموعه افسانه زلدا، بازی الهام بخش کامیا، زلدا، اشاره کرده‌اند. او اعتراف کرد که مجموعه زلدا روی طراحی‌های او در بازی تأثیر گذاشته‌است.
استودیو کلاور توسط کپ‌کام در اواخر سال ۲۰۰۶ بسته شد.

### پلاتینیوم گیمز
پلاتینیوم گیمز با نام Seeds, Inc در ۱ اوت ۲۰۰۶ توسط شینجی میکامی، اینابا آتسوشی و هیدکی کامیا تأسیس شد.
در ماه مه ۲۰۰۸، این شرکت نامش را به پلاتینیوم گیمز تغییر نام داده، قرارداد چهار بازی را با ناشر بازی سگا را اعلام کرد. آن چهار بازی، بازی‌های بایونتا، برای پلی‌استیشن ۳ و ایکس‌باکس ۳۶۰ به کارگردانی کامیا بود. این بازی به عنوان جانشینی برای شیطان هم می‌گرید در نظر گرفته شد و کامیا از آخرین دنباله شیطان هم می‌گرید ۴ به عنوان بخشی از تحقیقات خود استفاده کرد. کامیا کارگردان شگفت‌انگیز ۱۰۱ برای وی یو بود که در سپتامبر ۲۰۱۳ منتشر شد. او همچنین داستان بایونتا ۲ نوشت که در اکتبر ۲۰۱۴ در وی یو منتشر شد.
کامیا اظهار داشت که علاقه‌مند به ساخت بازی جدید Star Fox است و به دلیل این که طرفداران زیادی بارها و بارها از او در توئیتر درخواست کردند، او تشویق شد تا ایده‌های نا موفقی را به نینتندو ارسال کند. سرانجام، پلاتینیوم گیمز سرانجام با نینتندو در قسمت بعدی مجموعه Star Fox تحت عنوان Star Fox Zero و بازی همراه آن Star Fox Guard همکاری کرد، که هر دو در آوریل ۲۰۱۶ منتشر شدند. کامیا روی اسکیل‌باند، بازی جدیدی برای مایکروسافت استودیوز کار می‌کرد تا اینکه در ژانویه ۲۰۱۷ لغو شد.

## زندگی شخصی
کسانی که با کامیا ملاقات کرده‌اند، او را به فردی که آرام صحبت می‌کند معرفی می‌کنند، اما کامیا شهرت متضاد اما طنز آمیزی در توئیتر به خود اختصاص داده‌است زیرا مسدود کردن کاربران برای پیام‌هایی که به نظرش بی ربط هستند، مانند سوالاتی که به زبان انگلیسی نوشته شده‌است، را بسیار دوست دارد. کامیا گفته‌است که مجموعه ای از قوانین را برای کاربران توئیتر تنظیم کرده‌است تا پست‌های گذشته اش و سایر اطلاعاتی را که در پروفایل توئیتر وی ضمیمه شده‌است مرور کنند، تا او مدام وقت خود را برای پاسخگویی مجدد به سوالات یا درخواست‌های مشابه صرف نکند و گفته‌است که "اگر از قوانین پیروی نکنید، مسدود می‌شوید!" مسدود کردن کامیا همچنان به عنوان یک شوخی میان طرفدارانش محبوب است، تا جایی که مسدود شدن یا رفع انسداد به عنوان یک پاداش بزرگ برای بازی شگفت‌انگیز ۱۰۱: ریمستر شده کیک‌استارتر در نظر گرفته شد.

## آثار
| سال    | بازی                                                                                              | نقش                      |
| ------ | ------------------------------------------------------------------------------------------------- | ------------------------ |
| ۱۹۹۶   | رزیدنت ایول                                                                                       | طرح سیستم                |
| ۱۹۹۶   | Arthur to Astaroth no Nazomakaimura: Toons Incredible Toons                                       | برنامه‌ریز                |
| ۱۹۹۸   | رزیدنت ایول ۲                                                                                     | کارگردان                 |
| ۲۰۰۱   | شیطان هم می‌گرید                                                                                   | کارگردان، داستان         |
| ۲۰۰۲   | رزیدنت ایول صفر                                                                                   | طراحی بازی اصلی          |
| ۲۰۰۳   | جوی خوشگل (Viewtiful Joe)                                                                         | کارگردان                 |
| ۲۰۰۴   | فینیکس رایت: وکیل تک - محاکمات و مصیبت‌ها (Phoenix Wright: Ace Attorney − Trials and Tribulations) | صدای ژاپنی گودو          |
| ۲۰۰۴   | جوی خوشگل ۲ (Viewtiful Joe 2)                                                                     | داستان                   |
| ۲۰۰۵   | جوی خوشگل: مشکل دوگانه! (Viewtiful Joe: Double Trouble!)                                          | داستان                   |
| ۲۰۰۶   | اوکامی                                                                                            | کارگردان، داستان         |
| ۲۰۰۹   | بایونتا                                                                                           | کارگردان، داستان         |
| ۲۰۱۳   | شگفت‌انگیز ۱۰۱                                                                                     | کارگردان، داستان         |
| ۲۰۱۴   | بایونتا ۲                                                                                         | داستان، ناظر             |
| ۲۰۱۹   | زنجیره اختری (Astral Chain)                                                                       | سرپرست                   |
| ۲۰۲۱   | دنیای شیاطین (World of Demons)                                                                    | سرپرست                   |
| ۲۰۲۱   | سول کرستا(Sol Cresta)                                                                             | کارگردان خلاق، داستان    |
| ۲۰۲۲   | بایونتا ۳                                                                                         | مدیر اجرایی              |
| ۲۰۲۳   | خاستگاه بایونتا: سرزا و شیطان گمشده                                                               | مدیر اجرایی، داستان اصلی |
| ن/م    | پروژه GG                                                                                          | کارگردان                 |
| لغو شد | اسکیل‌باند                                                                                         | کارگردان، داستان         |